# Bieriegowoje-Pierwoje
Bieriegowoje-Pierwoje (ros. Береговое-Первое) – wieś (sieło) w Rosji, w obwodzie biełgorodzkim, w rejonie prochorowskim. W 2010 liczyła 318 mieszkańców.